# Giovanni Battista Orsini
Giovanni Battista Orsini (Roma, cerca de 1450 – 22 de fevereiro de 1503) foi um cardeal italiano da Igreja Católica, que foi arcipreste da Basílica de Santa Maria Maior.

## Biografia
Terceiro dos oito filhos de Lorenzo Orsini, signore de Monte Rotondo, e Clarice Orsini, irmã do cardeal Latino Orsini (1448); era primo do cardeal Cosma Orsini, O.S.B. (1480). Ele também é listado como Jean-Baptiste des Ursins. A família Orsini deu à Igreja vários papas, como Celestino III (1191-1198); Nicolau III (1277-1280); Bento XIII (1724-1730). Também foram cardeais da família Matteo Rosso Orsini (1262), Latino Malabranca Orsini, O.P. (1278), Giordano Orsini (1278), Napoleone Orsini (1288), Giovanni Gaetano Orsini (1316), Matteo Orsini, O.P. (1327), Rinaldo Orsini (1350), Giacomo Orsini (1371), Poncello Orsini (1378), Tommaso Orsini de Manoppello (1383?), Giordano Orsini, iuniore (1405), Latino Orsini (1448), Franciotto Orsini (1517), Flavio Fulvio Orsini (1565), Alessandro Orsini (1615), Virginio Orsini, O.S.Io.Hieros. (1641) e Domenico Orsini d'Aragona (1743).
Pouco se sabe sobre sua educação e juventude; os primeiros atestados são do período de Sisto IV (1471-1484), papa a quem devia sua carreira, como clérigo da Câmara Apostólica, depois auditor da Sagrada Rota Romana e cônego da Basílica de São Pedro.
Foi criado cardeal pelo Papa Sisto IV no Consistório em 15 de novembro de 1483, recebendo o título de cardeal-diácono de Santa Maria em Domnica e o chapéu vermelho em 19 de novembro do mesmo ano.
Nomeado legado papal na Marche Anconitana em 22 de setembro de 1484, deixou Roma em 22 de dezembro daquele ano; recebeu uma carta do papa de 22 de janeiro de 1485 pedindo-lhe para ativar aquele território contra os turcos. Em 1486, por causa do conflito entre os Orsinis e o Papa Inocêncio VIII, dada a guerra entre o papa e Fernando I de Nápoles, que eclodiu em 1485, ele foi para Monte Rotondo para negociar sua reconciliação.
Foi nomeado administrador da Arquidiocese de Tarento, entre 5 de novembro de 1490 até 24 de setembro de 1498. Nomeado pelo  Papa Alexandre VI como legado em Marche Anconitana, Massa Trebaria e Ascoli em 31 de agosto de 1492. Obteve in commendam a Diocese de Cartagena em 31 de agosto de 1492 e renunciou a este encargo em 27 de março de 1493. Optou pela ordem dos cardeais-presbíteros e pelo título de São João e São Paulo em 27 de fevereiro de 1493.
Durante a ida de Carlos VIII de França para a Itália, Orsini seguiu a linha de Alexandre VI de não se opor aos franceses, mas não reconhecer seus direitos sobre o Reino da Sicília; acompanhou o papa, que não pretendia encontrar-se com Carlos, a Castel Sant'Angelo (janeiro de 1495) e depois a Orvieto (maio de 1495). Eleito camerlengo do Sagrado Colégio dos Cardeais em 21 de janeiro de 1495. Arcipreste da Basílica de Santa Maria Maior, em setembro de 1498. Ele deixou Roma para Milão em 23 de setembro de 1499 como legado perante o rei da França e retornou a Roma em novembro. Em 22 de maio de 1500, Orsini renunciou à comenda do mosteiro beneditino de S. Lorenzo em Aversa, em favor de seu sobrinho Aldobrandini di Pitigliano. Deixou sua legação de Marche Anconitana em 29 de julho de 1500 e foi nomeado legado em Bolonha.
Em 12 de julho de 1502, ele pediu uma audiência com o papa para solicitar permissão para partir para Milão para encontrar o rei da França; ele não obteve permissão, mas ainda assim partiu na noite seguinte; compareceu, nas proximidades do lago de Trasimène, a uma reunião dos chefes de bandos dos Orsinis conspirando contra Cesare Borgia; nenhum acordo foi alcançado entre eles; retornou a Roma; foi chamado ao Vaticano pelo Papa Alexandre VI em 3 de janeiro de 1503; foi preso por ordens do papa, que, até então, o favoreceu em tudo; o cardeal foi levado para Tor di Nona e, mais tarde, para Castello Sant'Angelo ; seu palácio e todos os seus bens foram confiscados; todos os lugares pertencentes aos Orsinis foram entregues a Cesare Borgia; ele adoeceu na prisão e depois de doze dias morreu.
Apesar de estar no auge de sua carreira, Orsini não pode evitar sucumbir à influência nefasta de César Bórgia na Cúria papal e ao clima de intriga e violência que já havia causado sérios danos às famílias patrícias romanas, como os Colonna e Savelli. A história que causou sua queda não está completamente clara. Em 12 de julho de 1502, ele foi a uma audiência com Alexandre VI e pediu-lhe permissão para um encontro com Luís XII em Milão, que ele não obteve. No entanto, ele deixou Roma no dia seguinte para o castelo de Magione, perto do Lago Trasimeno. Lá ele participou do encontro dos opositores de César Bórgia conhecido como a "Conspiração Magione", com Paolo e Francesco Orsini, os condottieri Vitellozzo Vitelli, Oliverotto de Fermo, Giampaolo Baglioni e outras figuras de guerra e políticas, muitas vezes ex-aliados de César Bórgia, mas agora com a intenção de conter suas ambições e, acima de tudo, neutralizar seu plano visando a posse de Bolonha. A reunião terminou com a decisão de apoiar Giovanni II Bentivoglio em Bolonha e de se aliar a Florença, Veneza e Urbino, mas os conspiradores foram derrotados devido ao apoio dos florentinos a Borgia, suas divisões internas e a diplomacia habilidosa e traiçoeira dos Bórgias. Não se sabe qual foi o papel de Orsini na conspiração: pode-se supor que ele foi simplesmente vítima do fim da aliança entre os Bórgias e os Orsinis, que levou o papa a erradicá-los de Roma.
Foi chamado ao Vaticano pelo Papa Alexandre VI em 3 de janeiro de 1503 e foi preso por ordens do papa, que até então o favorecia em tudo. O cardeal foi levado para Tor di Nona, e mais tarde para Castel Sant'Angelo; seu palácio e todos os seus bens foram confiscados e todas as propriedades dos Orsinis foram entregues a César Bórgia.
Ficou doente na prisão e após 12 dias, morreu em 22 de fevereiro de 1503, em Roma, provavelmente envenenado, segundo alguns panfletos da época, por ordem de Alexandre VI. Enterrado na igreja de S. Salvatore em Lauro.